# المقداحه العليا (حبيش)

تعديل مصدري - تعديل

المقداحه العليا محلة تابعة لقرية معدن، التابعة لعزلة جبل عميقة بمديرية حبيش إحدى مديريات محافظة إب في الجمهورية اليمنية، بلغ تعداد سكانها 86 حسب تعداد اليمن لعام 2004.